# Tropicus trifidus
Tropicus trifidus är en skalbaggsart som beskrevs av Skalický 2007. Tropicus trifidus ingår i släktet Tropicus och familjen strandgrävbaggar. Inga underarter finns listade i Catalogue of Life.